# Liezen
Liezen es la ciudad capital del distrito homónimo, al noreste del estado austriaco de Estiria, centro económico sobre el río Enns.

## Cultura
Liezen aparece en la serie de novelas de aventuras del escritor francés Gérard de Villiers (1929-2013), como el hogar del príncipe Malko Linge.